# Poago
Poago (Puao en asturiano y oficialmente) es una parroquia perteneciente al distrito rural del concejo de Gijón (Principado de Asturias, España).
En 2012 tenía una población de 225 habitantes, mientras que en 2022 estos pasaron a ser 196.
Es una de las parroquias más pequeñas del concejo. Limita al oeste con el municipio Carreño y al sur con las parroquias gijonesas de Fresno y Tremañes.

## Toponimia
De acuerdo con el filólogo especializado en lengua asturiana Ramón d'Andrés Díaz, la forma castellana del nombre de la parroquia es un topónimo medieval artificiosamente conservado por la administración. De hecho, en su obra Diccionario toponímico del concejo de Gijón el mencionado autor opina que Poago ya habría evolucionado en el habla viva en el siglo xviii, primero a la forma Poao y luego a Puao. Efectivamente, según Ramón d'Andrés Díaz la segunda denominación es la que hoy en día usan los hablantes autóctonos.
El filólogo también recoge en su libro una hipótesis que intenta explicar el origen del nombre Poago. Ramón d'Andrés Díaz opina que este puede derivar de formas romanas o prerromanas como pobacum o povacum, desconocidas por el momento. Señala, asimismo, que las propuestas que
afirman que proviene del nombre romano de hombre Popadius no están avaladas por la documentación histórica.

## Entidades singulares de población
- Muniello
- Pavierna
- Zarracina
- La Campa Viñes
- El Cantu Cuernu
- Cimavilla
- La Cruz
- El Pozón
- Les Quemaes
- El Reguerón